# Tanivka, Berezivka
Tanivka (în ucraineană Танівка) este un sat în comuna Berezivka din raionul Berezivka, regiunea Odesa, Ucraina. Anterior a purtat denumirea Vovkove.

## Demografie
Componența lingvistică a localității Tanivka
     Ucraineană (97,78%)
     Rusă (2,22%)
Conform recensământului din 2001, majoritatea populației localității Tanivka era vorbitoare de ucraineană (97,78%), existând în minoritate și vorbitori de rusă (2,22%).